# Fiat 314
Il Fiat 314 è un modello di autobus prodotto dalla divisione specifica dell'azienda italiana Fiat Veicoli Industriali dal 1960.
Il 314 in versione interurbana è stato progettato per le linee extraurbane a bassa affluenza e per quelle transitanti in strade strette come per esempio quelle di montagna.
La produzione del 314 cessa nel 1978, sostituito dall'Iveco 315 per la versione interurbana e gran turismo e dall'Iveco 316 per la versione urbana.

## Carrozzerie
Il Fiat 314 era disponibile nella versione da 7,5 metri, con allestimento urbano, interurbano e gran turismo.
La Fiat propose una versione del 314 con carrozzeria originale, prodotta nello stabilimento Cansa di Cameri e molto diffusa.
Il 314 era disponibile sotto forma di telaio destinato a carrozzieri esterni alla stessa Fiat, per versioni urbane, interurbane e gran turismo. In particolare ne hanno prodotto diversi modelli la Carrozzeria Orlandi, la Dalla Via, le Officine Padane, Portesi, De Simon, Barbi e Menarini, Van Hool, Varesina.

## Motorizzazioni
Sono state prodotte diverse motorizzazioni:
- Fiat 213.000: 6 cilindri in linea a sogliola, con cilindrata di 4678 cm³ ed erogante 121 cv di potenza. Il cambio era a 5 marce.
- Fiat 8060.12: 6 cilindri in linea a sogliola, con cilindrata di 5183 cm³ ed erogante 121 cv di potenza. Il cambio era a 5 marce.
- Fiat 8060.04: 6 cilindri in linea a sogliola, con cilindrata di 5499 cm³ ed erogante 130 cv di potenza. Il cambio era a 5 marce.

## Diffusione
Il 314, grazie anche al lungo periodo durante il quale è stato prodotto e le caratteristiche che lo hanno reso quasi unico nel suo genere, ha avuto una larga diffusione in Italia dove è stato presente nei parchi mezzi di molte delle principali aziende di servizio interurbano; alcuni esemplari specie nella versione Gran Turismo sono stati venduti anche all'estero.
Ormai dismessi da diverso tempo dal servizio, ne sono stati salvati un paio di esemplari dei vari tipi di carrozzeria, da Storicbus - Museo dell'Autobus Italiano, dove hanno una nuova vita da veicoli di interesse storico.